# Малыш (фильм, 1973)
«Малыш» (англ. The Baby) — американский фильм ужасов, психологический триллер 1973 года. Лента признана «культовой классикой».

## Сюжет
Энн Джентри — соцработник, которой поручено взять под наблюдение и опеку странную семью Уодсуортов. Её внимание сразу привлекает «самый младший ребёнок в семье» — умственно отсталый мужчина 20—30 лет, не умеющий о себе заботиться и даже не имеющий имени: все называют его просто Малыш. Вся жизнь семьи держится на Малыше, так как пособие по его инвалидности является их основным источником дохода. Энн решает заняться развитием Малыша, уверенная, что при правильном подходе он сможет вести себя более адекватно для своего возраста. Вскоре Энн обнаруживает, что состояние Малыша обусловлено не физическими или психическими обстоятельствами, а желанием семьи Уодсуортов сохранить статус-кво: они запрещают инвалиду говорить, гулять, обслуживать себя, а если он пытается это делать, то мужчину наказывают побоями или электрошокером.
Поняв, что Энн серьёзно собралась сделать их Малыша нормальным, семья Уодсуортов решает избавиться от девушки. Для прикрытия они организуют день рождения Малыша, но Энн удаётся оттуда сбежать, прихватив с собой виновника торжества. Она поселяет Малыша у себя, не передавая его в руки государственных органов и продолжая его адаптировать. Уодсоуорты вламываются в дом Энн, желая забрать Малыша, но женщина, при помощи свекрови, убивает их всех: мать Малыша и его двух сестёр, после чего хоронит их под фундаментом своего бассейна, причём миссис Уодсуорт погребена ею заживо.
Оказывается, интересы Энн в отношении Малыша не столь человеколюбивы: она это сделала только для того, чтобы найти друга своему мужу, который в результате несчастного случая также стал умственно отсталым.

## В ролях
- Анжанетт Комер — Энн Джентри, соцработник
- Рут Роман — миссис Уодсуорт, психически больная алкоголичка, мать Малыша[2]
- Марианна Хилл — Гермейн Уодсуорт, сестра Малыша
- Сюзанна Зенор — Элба Уодсуорт, сестра Малыша
- Дэвид Муни — Малыш, умственно отсталый мужчина
- Тод Эндрюс[англ.] — доктор
- Майкл Патаки[англ.] — Деннис
- Беатриса Мэнли — Джудит
- Эрин О’Рейли — няня
- Джозеф Бернард[англ.] — мистер Фоли
- Тед Пост — игрок в дартс на дне рождения Малыша (в титрах не указан)

## Отзывы, критика, выход
TV Guide дал фильму три из пяти звёзд, назвав его «грамотно направленным» и дополнил, что «несмотря на периодические провалы в действительно плохой вкус, лента довольно эффектна и имеет по-настоящему удивительную концовку».

Деннис Шварц из журнала Ozus' World Movie Reviews поставил фильму отметку B, отметив, что «картина держит внимание зрителя на всём своём протяжении и содержит неподдельно удивительную концовку», однако раскритиковав при этом то, что некоторые моменты ленты «чрезмерны», и то, что в фильме используются документальные кадры умственно отсталых детей.

Бретт Галлмен из Oh the Horror одобрил «сильные моменты, закрученную концовку и неподдельно волнующие сцены», раскритиковав при этом ленту за «усидчивость и вялость».
Премьера фильма состоялась в марте 1973 года ограниченным показом. В 2000 году RLJE Films выпустила «Малыша» на видеокассетах и DVD. В 2001 году Severin Films выпустила ленту на Blu-ray и DVD с новым переносом с оригинального негатива.
Официально «Малыш», кроме США, был показан в Турции (октябрь 1974) и Испании (ноябрь 2019 на кинофестивале в Молинс-де-Рей).

## Факты
- Дэвиду Муни пришлось начисто выбрить всё своё тело, чтобы сыграть роль «младенца».
- Эйб Полски, продюсер и сценарист фильма, около года уговаривал Теда Поста стать режиссёром «Малыша», который считал эту ленту слишком негативной.
- Тод Эндрюс, сыгравший роль доктора, умер за четыре месяца до премьера картины.